# 渡辺誠之
渡辺 誠之（わたなべ しげゆき）は、日本のCGデザイナー・ディレクター・監督。

## 作品
- ゆかいなアニマルバス（2017年）：監督&脚本
- イケメン戦国◆時をかけるが恋ははじまらない（2017年）：監督
- ファイアボールxDlife（2017年）：CG監督
- それいけ！アンパンマン おもちゃの星のナンダとルンダ（2016年）：CGディレクター
- Hi☆sCoool! セハガール（2014年）：CGディレクター
- ABUNAI SISTERS（2009年）：CGディレクター
- ファイアボール チャーミング[第2期]（2011年）：CG監督
- ジャパンワールドカップ（2010年）：CGディレクター
- ファイアボール(2008年)：CG監督
- 東京オンリーピック(2008年)：CGディレクター
- ガメラ3 邪神覚醒（1999年)：CGデザイナー
- タオの月（1997年）：CGデザイナー
- それいけ!アンパンマン（2023年）：絵コンテ

## DVD
- Hi☆sCoool! セハガール コンプリートDVD（2016年）